# Asclepias lanuginosa
Asclepias lanuginosa är en oleanderväxtart som beskrevs av Thomas Nuttall. Asclepias lanuginosa ingår i släktet sidenörter, och familjen oleanderväxter. Inga underarter finns listade i Catalogue of Life.